# Rune Johnsson
Bror Rune Johnsson (ur. 28 maja 1933 w Nedansjö) – szwedzki zapaśnik walczący w stylu klasycznym. Olimpijczyk z Tokio 1964, gdzie zajął siódme miejsce w kategorii do 70 kg.
Zajął piąte miejsce na mistrzostwach świata w 1963 roku.
Mistrz Szwecji w 1962, 1963 i 1964 roku.

## Letnie Igrzyska Olimpijskie 1964
| Konkurencja          | Rundy eliminacyjne  | Rundy eliminacyjne        | Rundy eliminacyjne      | Rundy eliminacyjne      | Klas. końcowa |
| Konkurencja          | Przeciwnik I        | Przeciwnik II             | Przeciwnik III          | Przeciwnik IV           | Miejsce       |
| -------------------- | ------------------- | ------------------------- | ----------------------- | ----------------------- | ------------- |
| 70 kg styl klasyczny | Kurt Madsen (DEN) Z | Alejandro Echaniz (MEX) Z | Dimitrios Sawas (GRE) R | Valeriu Bularca (ROU) P | 7.            |